# 데이비드 키스
데이비드 키스(David Keith, 1954년 5월 8일 ~ )는 미국의 배우이다.

## 출연 작품
- 올 세인츠 (2017)
- 완벽한 사육: 인간 사냥 (2015)
- 아웃로 프라핏: 워렌 제프스 (2014)
- 비니스 더 블루 (2009)
- 서큐버스: 헬 벤트 (2007)
- 미라클 독스 투 (2006)
- 인 허 라인 오브 파이어 (2006)
- 올 소울 데이: 다이 드 로스 무에르토스 (2005)
- 로커스트 토네이도 (2005)
- 저지먼트 데이: 지구붕괴 (2005)
- 더 킹스 오브 브룩클린 (2004)
- 레이즈 유어 보이스 (2004)
- 행맨의 커스 (2003)
- 딥 쇼크 (2003)
- 에폭: 에볼루션 (2003)
- 데어데블 (2003)
- 클로버 벤드 (2002)
- 스밀로돈 (2002)
- 스틱업 (2002)
- 버닝 다운 더 하우스 (2001)
- 세계 여행자 (2001)
- 다크 타겟 (2001)
- 에너미 라인스 (2001)
- 에폭 (2000)
- 맨 오브 오너 (2000)
- U-571 (2000)
- 시크릿 오브 더 안데스 (1999)
- 페이스 다운 (1998)
- 명탐정 말로위 (1998)
- 저지 앤 쥬리 (1996)
- 레드 블러드 2 (1996)
- 브라더 스토리 (1996)
- 프라이버시 (1996)
- 데들리 신스 (1995)
- 리틀 인디언 (1995)
- 베어 마운틴의 비밀 (1995)
- 템프테이션 (1994)
- 한밤의 테러 (1994)
- 텍사스 (1994)
- 살인 누명 (1994)
- 어니스트 6 - 학교 가다 (1994)
- 메이저 리그 2 (1994)
- 케이지드 피어 (1992)
- 러닝 와일드 (1992)
- 라이어스 에지 (1992)
- 경마장의 비밀 (1991)
- 불륜의 방랑아 (1990)
- 영광과 오욕 (1989)
- 사랑의 로큰롤 (1988)
- 저주 (1987)
- 팜 비치의 우피 보이스 (1986)
- 내일이 오면 (1986)
- 시베리아 강제 수용소 (1985)
- 초능력 소녀의 분노 (1984)
- 정의의 사관 (1983)
- 사관과 신사 (1982)
- 블랙 로드 (1981)
- 도전 (1980)
- 로즈 (1979)
- 위대한 산티니 (1979)